# The European Society for History of Law

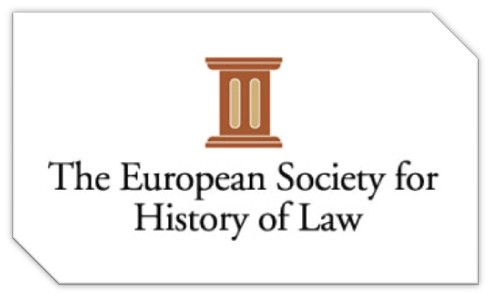

The European Society for History of Law (Europejskie Stowarzyszenie Historii Prawa) jest europejskim stowarzyszeniem założonym w 2009 roku z siedzibą w Brnie w Czechach. Stowarzyszenie tworzy platformę współpracy pomiędzy historykami prawa oraz instytucjami, które zajmują się publikowaniem materiałów naukowych oraz organizują spotkania historyków prawa. Stowarzyszenie ma za zadanie łączyć nie tylko historyków prawa, ale także sędziów z instytucji wymiaru sprawiedliwości (na przykład z Sądu Konstytucyjnego), adwokatów i praktyków, którzy są zainteresowani współpracą.
Głównym zadaniem stowarzyszenia jest wspieranie badań naukowych w zakresie historii prawa, prawa rzymskiego, historii idei w różnych państwach Europy. W kręgu zainteresowania Stowarzyszenia pozostają:
- systemy i instytucje prawne
- struktury prawne
- biografie osób związanych z historią prawa, naukami prawnymi i myślą prawniczą
- prawo rzymskie
- historia myśli prawniczej[1]

Stowarzyszenie organizuje konferencje, wykłady, seminaria, spotkania i wycieczki – w celu prowadzenia dyskusji i wymiany poglądów na temat aktualnych problemów historii prawa w Europie. Celem spotkań jest także prezentacja wyników prac naukowych historyków prawa z całej Europy. The Journal on European History of Law, wydawany przez Stowarzyszenie w języku angielskim i niemieckim, służy realizacji celów stowarzyszenia. Dwa wskazane języki czasopisma zapewniają jego uniwersalny zasięg.

## Oficjalna strona internetowa
- Oficjalne strony stowarzyszenie (w językach: niemieckim, angielskim, czeskim, hebrajskim, rosyjskim)